# Банаскантха
Банаскантха (гудж. બનાસકાંઠા જિલ્લો; англ. Banaskantha) — округ на севере индийского штата Гуджарат. Административный центр — город Паланпур. Площадь округа — 10 400 км². По данным всеиндийской переписи 2001 года население округа составляло 2 504 244 человека. Уровень грамотности взрослого населения составлял 50,97 %, что ниже среднеиндийского уровня (59,5 %). Доля городского населения составляла 11 %.